# Kim Chambers
Kim Chambers (ur. 11 stycznia 1974 w Fullerton) – amerykańska aktorka i reżyserka filmów pornograficznych. 

## Życiorys

### Wczesne lata
Urodził się w Fullerton w Kalifornii jako jedno z dziewięciorga dzieci. Wychowywała się z czterema braćmi i czterema siostrami. Kiedy była małą dziewczynką, miał kilka koni. Ukończyła szkołę średnią w Palm Springs. Ćwiczyła aerobik i podnoszenie ciężarów.
Kiedy miała 18 lat pracowała jako tancerka go-go w Club DejaVu w Colorado Springs w stanie Kolorado. Następnie wyjechała do San Diego i na Florydę, by otworzyć kilka nowych klubów i wziąć udział w konkursach Pole Dancing. 

### Kariera
Podczas pobytu na Florydzie poznała Dyannę Lauren, która pomogła jej dostać się do pornobiznesu. Pozowała dla magazynów dla mężczyzn „Score”, „'Gent”, „Juggs” i „Hustler”, a potem trafiła do filmów dla dorosłych. W 1993, w wieku 19 lat, wystąpiła w produkcjach: Western Visuals So I Married A Lesbian..., Legend Video First Time Lesbians 10, Forbidden Films Sheepless In Montana, Western Visuals Ride The Pink Lady, Avica Entertainment Dick and Jane Sneak on the Set, Flying Leap Productions Dirty Bob's Xcellent Adventures 10, Las Vegas Video Anal Asspirations, Elegant Angel Anal Diary of Misty Rain, Avica Entertainment Whoomp! There She Is, Zane Entertainment Group Anal Knights 2, L.B.O. Entertainment Bra Busters 5-6 i Caballero Home Video Vagina Town. 
Wybrała swoje sceniczne imię jako hołd złożony aktorce porno Marilyn Chambers, którą poznała, gdy miała 16 lat. Brała udział w filmach kręconych w Kanadzie, Guam, w całych Stanach Zjednoczonych, Anglii i we Francji. W 2002 roku pojawiła się w reklamie produktu męskiego o nazwie ExtenZe u boku swojego ówczesnego męża, Scotta Stylesa i Rona Jeremy’ego. W 2002 roku pojawiła się też w programie Ricki Lake wraz ze swoim mężem.
W latach 1998–2003 była żoną aktora porno Scotta Stylesa.

## Nagrody
| Rok  | Nagroda                             | Kategoria                      | Film                             | Inni wykonawcy                      |
| ---- | ----------------------------------- | ------------------------------ | -------------------------------- | ----------------------------------- |
| 1995 | XRCO Award                          | Najlepsza scena seksu analnego | Butt Banged Bicycle Babes (1994) | Yvonne, Mark Davis i John Stagliano |
| 2001 | Fans of X-Rated Entertainment Award | Ulubienica fanów               | –                                | –                                   |
| 2002 | AVN Award                           | Najlepsza scena seksu solo     | Edge Play (2001)                 | –                                   |